# Rosół
Rosół (tiếng Ba Lan: [ˈrɔsuw] ⓘ) là một món súp thịt truyền thống của Ba Lan. Loại phổ biến nhất của nó là rosół z kury, hoặc súp gà trong. Nó thường được phục vụ với mì ống capellini. Món này cũng có thể được ăn chay khi thay thế thịt bằng dầu hoặc bơ.
Đây là một trong những món súp Ba Lan phổ biến nhất và được phục vụ trong bữa tối gia đình cũng như một món súp truyền thống cho đám cưới. Nó cũng được cho là một phương thuốc tuyệt vời nếu một người bị cảm lạnh. Cái tên "rosół" bắt nguồn từ một món ăn làm từ thịt muối (một phương pháp bảo tồn cũ) được nấu trong nước để làm cho nó dễ ăn hơn. Sau đó, thịt tươi được sử dụng thay thế. Theo thời gian, món ăn phát triển thành thịt nấu chín trong món súp thường được biết đến ngày nay.
Có nhiều loại rosół, như: Rosół Królewski (The royal rosół), được làm từ ba loại thịt: thịt bò hoặc thịt bê, thịt gia cầm trắng (gà mái, gà tây hoặc gà) và thịt gia cầm đen như vịt, ngỗng (chỉ canh tác), một cặp nấm thông khô, một lá bắp cải và nhiều loại rau như rau mùi tây, cần tây, cà rốt và tỏi tây. Việc nấu nướng phải mất ít nhất sáu giờ để đun sôi trên ngọn lửa nhỏ. Cuối cùng, hành tây cháy nhẹ được thêm vào súp.
Rosół myśliwski (The hunter's rosół) được tạo thành từ nhiều loại thịt của chim hoang dã cũng như gà lôi, gà rừng,gà gô gỗ, gà gô đen hoặc gà gô xám, với một ít thịt nai, một vài loại nấm hoang dã và 2- 3 quả bách xù. Thay vì gia cầm hoang dã, chuột lang mũ bảo hiểm cũng có thể được sử dụng.
Điều quan trọng nhất khi làm rosół là không thể có thêm thịt lợn, vì điều đó sẽ không còn làm cho nước dùng trong vắt. Nó không thể được đun sôi quá nhanh vì lý do tương tự.

## Công thức
Đây là cách nấu món Ba Lan rosół : lấy thịt bò hoặc thịt bê, gà gô hazel hoặc gà gô lông xám, và bất cứ loại thịt nào có thể được nấu trong rosół. Ngâm nó, cho vào một cái nồi, sau đó lọc và đổ nước lên thịt, thêm rau mùi tây, bơ, muối và hớt bọt. Người ta phải biết những gì để đưa vào rosół để nó không có mùi: đó là rau mùi tây, thì là, hành tây hoặc tỏi, hạt nhục đậu khấu hoặc hương thảo hoặc hạt tiêu cho vừa ăn. Chanh sẽ không làm hỏng rosół.